# Sant Aventí de Cérvoles

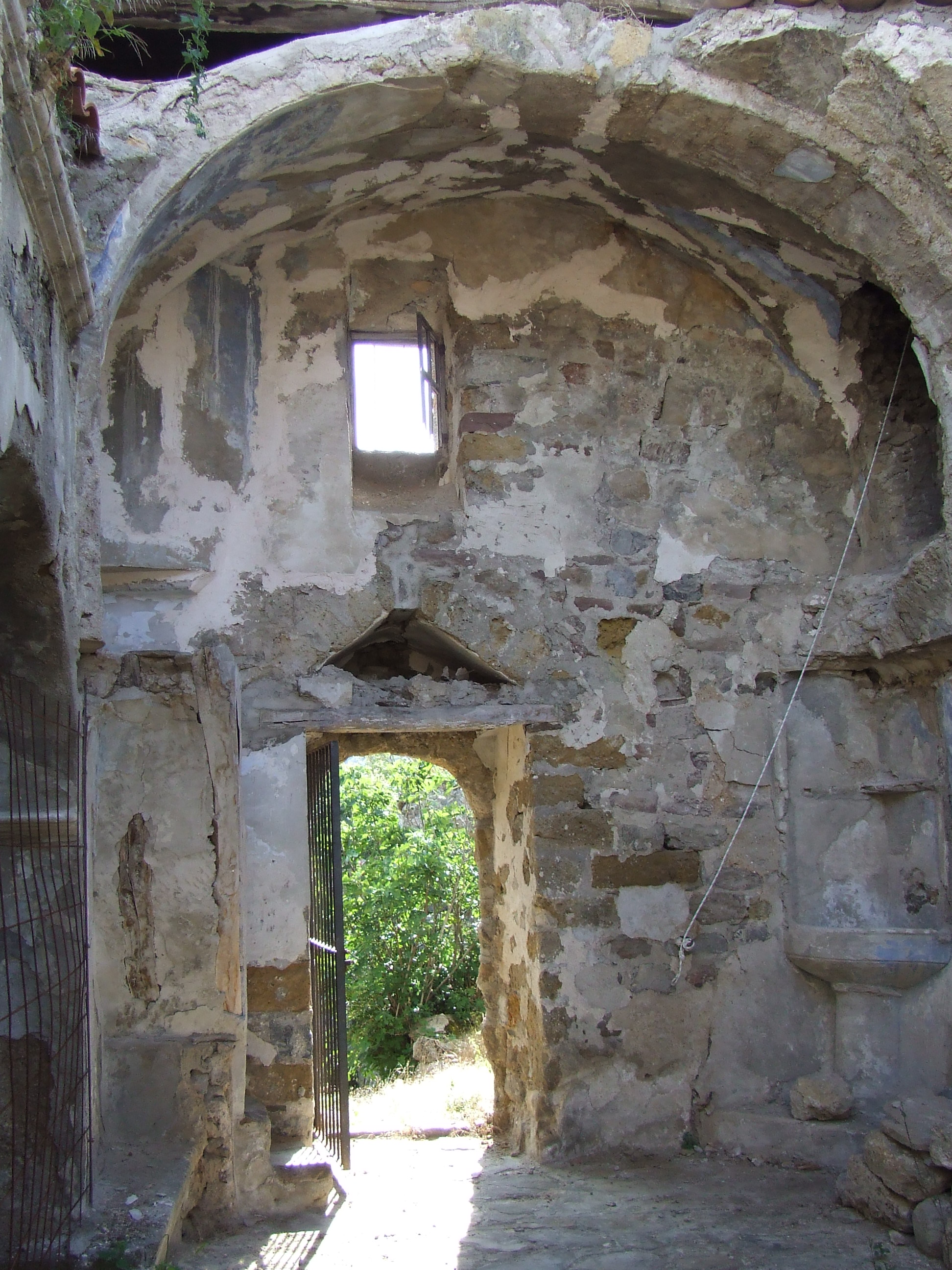
Tram de ponent de la nau, on s'aprecia la volta romànica

Sant Aventí de Cérvoles, antigament Santa Maria o Santa Eulàlia, és l'església romànica de Cérvoles, del terme municipal de Senterada, a la comarca del Pallars Jussà. És una obra protegida com a Bé Cultural d'Interès Local.

## Descripció
És una església d'una sola nau, amb absis semicircular a llevant i campar quadrat a l'angle nord-oest al costat de la porta. En època barroca es van obrir capelles laterals al mur sud i es van fer petits altars dins del mur nord. El campanar i la coberta són fets del segle xviii. La resta de l'església seria romànica, però només es pot identificar part dels murs originals en els paraments exteriors de l'absis i en els dos murs laterals, on es veu clarament el límit de l'antiga coberta; l'edifici fou sobrealçat al segle xviii. Pel tipus d'aparell, molt regular i amb carreus ben escairats i disposats en filades horitzontals a trencajunt, i les característiques de la capçalera, l'obra romànica es pot datar cap a final del segle xii.

## Història
Hi ha poca documentació sobre el lloc de Cérvoles. En una dècima papal apareix esmentat el capellà de Santa Maria, com a exempt. Els delegats de l'arquebisbe de Tarragona fan una visita l'any 1314 a Santa Eulàlia de Servoles. En una dècima del bisbat d'Urgell de 1391, el capellà de Servoles és adscrit al deganat de Senterada. Cap al 1526 n'era rector Pere Aragall, dins de l'oficialitat de Tremp. En aquestes dues referències no s'esmenta l'advocació de l'església que, l'any 1904, era ja dedicada a Sant Aventí, i pertanyia a l'arxiprestat de la Pobla de Segur. Actualment depèn de la parròquia de la Pobleta de Bellveí.